# Elaphoglossum squamipes
Elaphoglossum squamipes är en träjonväxtart som först beskrevs av William Jackson Hooker, och fick sitt nu gällande namn av Thomas Moore. Elaphoglossum squamipes ingår i släktet Elaphoglossum och familjen Dryopteridaceae. Inga underarter finns listade.